# Blenio
Blenio est une commune suisse du canton du Tessin, située dans le district homonyme.
Elle a été créée le 22 octobre 2006 par la fusion des anciennes communes d'Aquila, Campo, Ghirone, Olivone, Dangio et Torre.

Vue aérienne (1954).